# Rodrigo Narváez
Rodrigo Narváez Gómez (Puebla de Zaragoza, 20 de junio de 2001), conocido popularmente en las redes sociales como Bobicraft es un YouTuber, streamer, celebridad de internet y escritor mexicano.
Rodrigo cuenta actualmente con más de 8.70 millones de suscriptores en su canal de YouTube, más de 4.7 mil millones de visualizaciones, alrededor de 700 mil seguidores en Twitch y 2 millones de seguidores en TikTok para agosto de 2025, lo que lo posciona de creadores de contenido de Minecraft de habla hispana y de nacionalidad mexicanos con mayor alcance en las redes sociales.
Dejando de lado su figura en redes, ha participado en otros proyectos como en la publicación de libros, en la composición de canciones y como actor de doblaje en Una película de Minecraft en version latina.

## Vida personal
Rodrigo nació el 20 de junio de 2001 en Puebla de Zaragoza, México.  Durante su niñez, Rodrigo inicialmente asistió al colegio San Patricio de Irlanda, entre el 2006 hasta el 2013, para posteriormente cambiarse al instituto Anrod School, donde estuvo hasta su graduación en 2019. En ese lapso de tiempo, exactamente en el año 2014, Rodrigo conoció a Valecita, quien sería su pareja hasta la actualidad. El 17 de septiembre de 2022, confirmaría el fallecimiento de su mascota Luquitas.
Posteriormente, el 8 de marzo de 2025, Rodrigo daría a conocer la noticia sobre el deceso de su abuelo por medio de un tuit, este con anterioridad había sido una parte esencial en la niñez de Rodrigo según sus propias palabras.

## Trayectoria
Rodrigo se unió a YouTube a mediados de 2013, cuando tenía 12 años de edad, originalmente su canal fue creado con el objetivo de compartir su gusto por los videojuegos imitando a los que serían sus ídolos. Rodrigo decidiría usar el seudónimo de Bobicraft en las redes sociales, este nombre fue construido a base de otros ya existentes, el prefijo «Bobi» surgió por el cariño de Rodrigo a personajes como Bob Esponja, Bob, el guitarrista de Club Penguin, a la vez por el gusto de su papá a la música de Bob Dylan, mientras que «Craft» deviene de las últimas letras del título del videojuego Minecraft.
En mayo de 2019, Rodrigo participó en el concurso «Minecraft 10th Anniversary» para posteriormente conseguir la victoria en este.  Rodrigo, a partir de este suceso,, Rodrigo comenzó a producir miniseries en su canal, como «Qué pasaría si» y «Explicado en Minecraft». También organizó eventos en vivo con la participación de más de 100 jugadores y para 2021 lanzó una sección titulada «Minecraftmanía», un mini-noticiero enfocado en temas relacionados con el videojuego Minecraft. Durante este periodo de tiempo, Rodrigo negocio con la empresa «MCR Agency» para gestionar ciertos detalles relacionados con su figura en las redes sociales. Participo tanto en la primera como en la segunda edición de los «Squid Craft Games» en 2022.
Posteriormente, en agosto tras realizarse elecciones en Venezuela de 2024 y con ello las protestas, Rodrigo lanzaría en su canal de YouTube platicando sobre el tema.  Tras esto, varios medios venezolanos, a favor del gobierno de Nicolás Maduro como Venezuela News o el Diario Vea empezarían a criticar duramente al YouTuber acusándolo de presuntamente «desinformar sobre el tema», frente a esto, Rodrigo subiría una respuesta a estos «noticieros» por medio de su canal de YouTube, desmintiendo ciertas acusaciones en contra de él. Ese mismo año, en el mes de noviembre, Rodrigo participaría en la tercera edición de la competición en línea de nombre «SquidCraft» junto a otras celebridades de internet.
El 28 de febrero de 2025, Rodrigo por medio de sus redes sociales confirmaría su participación en el doblaje para el español latinoamericano de la película de Minecraft, exactamente del personaje «General Chungus». Debido a esto, Rodrigo fue invitado a varios eventos relacionados a la película como a un Meet & Greet realizado en la Ciudad de México con la asistencia de Emma Myers, Jack Black, Jason Momoa y otros actores, al igual que a la World Premiere realizada el 31 de marzo del mismo año en Londres. De igual manera, participó en el marketing de la cadena de cines Cinemark previo al estreno de la película en Hispanoamérica. En mayo de 2025, Rodrigo formo parte del «Bloque Summit 2025 de Querétaro» como instructor de un taller tecnológico sobre el videojuego Minecraft, además de realizar una conferencia publica donde tuvo un encuentro con el alcalde del Municipio de Querétaro.

### Libros
En 2022, Rodrigo decidió incursionar en el mundo de la literatura lanzando sus primeros libros al público, uno de los más destacados sería el de «Bobicraft y el tesoro poderoso», posteriormente sacaría «Bobicraft y el secreto submarino». A partir de esto, Rodrigo empezaría a asistir a varias juntas realizadas a la firma y venta de libros, entre las de mayor convocatoria serían las de su país natal (México) y otra en Guatemala.
En el año 2024, Rodrigo lanza su tercer libro que recibiría el título de «Bobicraft y la armadura de otro mundo».  Para abril de 2025, anuncio la cuarta entrega de su saga de libros bajo el nombre de «Bobicraft y el misterio del Capitán Onimus».

## Discografía

### Sencillos
Adaptado de Shazam y Deezer.
- «Vándalo»  (2021)
- «Fue Bobi»  (2023)
- «Infinitas Horas»  (2023)
- «Pobre Pico»  (2023)
- «F» (2023)
- «Redstone» (2023)
- «Especial 10 años» (2023)
- «Perros» (2025)

## Premios y nominaciones
| Premio                     | Año  | Categoría                   | Nominación a      | Resultado | Ref.          |
| -------------------------- | ---- | --------------------------- | ----------------- | --------- | ------------- |
| Minecraft 10th Anniversary | 2019 | General (Concurso)          | Él mismo          | Ganador   | [ 19 ] [ 48 ] |
| YouTube Creator Awards     | 2019 | Play Button de Plata        | Bobicraft (canal) | Ganador   |               |
| YouTube Creator Awards     | 2020 | Play Button de Oro          | Bobicraft (canal) | Ganador   |               |
| Premios Simon 2k           | 2024 | Mejor Streamer de Minecraft | El mismo          | Nominado  | [ 49 ]        |
| Minecraft Community Awards | 2025 | Canal informativo           | El mismo          | Ganador   | [ 50 ]        |